# Nicolas Gredt
Nicolas Gredt, né à Luxembourg (au grand-duché du même nom) en 1834 et mort en 1909 dans la même ville, est un professeur de l'enseignement supérieur et secondaire, chef d'établissement (secondaire & supérieur) et écrivain luxembourgeois.

## Biographie
Après ses études secondaires à l'Athénée de Luxembourg, Nicolas Gredt entreprit des études supérieures de grec ancien, de latin et de philologie germanique (allemand) aux Cours supérieurs de Luxembourg d'abord, puis - successivement - aux universités de Bonn et de Paris. Docteur en philosophie et lettres, il devint professeur à l'Athénée de sa ville natale (établissement doté d'une année de Cours académiques) et enseigna surtout le grec ancien et l'allemand, mais également la philosophie.
De 1867 à 1869, il fut censeur et directeur faisant fonction (ff) de l'Athénée. De 1884 à 1885, il exerça les fonctions de directeur adjoint et de directeur ff. Enfin, de 1885 à sa retraite en 1906, il fut directeur de l'Athénée de Luxembourg, établissement qui chapeautait alors encore les établissements secondaires de Diekirch et d'Echternach ("pro-gymnases") et comportait, par ailleurs, des Cours supérieurs comptant comme première année universitaire.
Membre effectif de l'Institut grand-ducal, section des sciences historiques, Nicolas Gredt a laissé un certain nombre d'écrits portant sur l'idiome germanique en usage au Luxembourg (le luxembourgeois, qui a aujourd'hui le statut légal de langue nationale), sur l'une ou l'autre coutume de son pays et sur l'histoire de son établissement scolaire, l'Athénée de Luxembourg. C'est toutefois surtout grâce à la publication de son Sagenschatz des Luxemburger Landes, un fort recueil de légendes et de contes collectés à travers tout le Luxembourg, paru en 1883 et réédité plusieurs fois jusqu'à nos jours, que Nicolas Gredt a acquis une notoriété durable.
Nicolas Gredt eut quatre fils, dont le Père bénédictin et philosophe Joseph Gredt et l'ingénieur, chef d'entreprises industrielles et inventeur Paul Gredt.

## Récompenses et distinctions

### Décorations
- Le 23 juillet 1902, il est élevé au grade de commandeur de l'Ordre grand-ducal de la Couronne de Chêne par S.A.R. le grand-duc Adolphe.

### Hommages
- Son nom a été attribué à une rue de Luxembourg, dans le quartier de Cessange.